# Propaganda der Tat

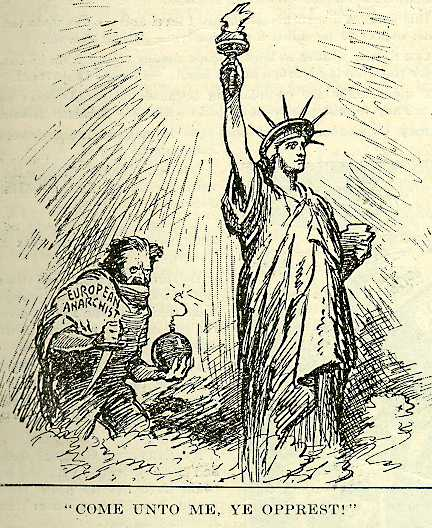
„Kommt zu mir, ihr Unterdrückten!“ Eine amerikanische Karikatur aus dem Jahre 1919, zur Zeit der roten Angst, zeigt das Klischee eines bärtigen (europäischen) Anarchisten mit Bombe und Dolch, der versucht, die Freiheitsstatue zu sprengen: Die Propaganda der Tat wurde in der Öffentlichkeit zum Synonym für anarchistische Attentate.

Propaganda der Tat (oder Propaganda durch die Tat, aus dem Französischen propagande par le fait) ist ein Konzept, das durch seine Rolle in der anarchistischen Bewegung des späten 19. Jahrhunderts bekannt wurde. Aktionen und Taten mit Vorbildcharakter sollten die Gesellschaft „aufwecken“ und in der Bevölkerung Sympathien schaffen, um somit als Mittel für politische und soziale Veränderung zu dienen. Durch die Häufung von anarchistischen Bombenanschlägen und Königsmorden wurde der Begriff Propaganda der Tat in der Öffentlichkeit zunehmend zum Synonym für anarchistische Attentate, und die anarchistische Bewegung wurde oft als gewalttätig und terroristisch bezeichnet.
Eine Renaissance erlebte der Begriff unter anderem Vorzeichen in den späten 1960er Jahren im Zuge der 68er-Bewegung mit der Stadtguerilla und insbesondere der Roten Armee Fraktion.

## Begriffsgeschichte

### Begründung des Konzepts

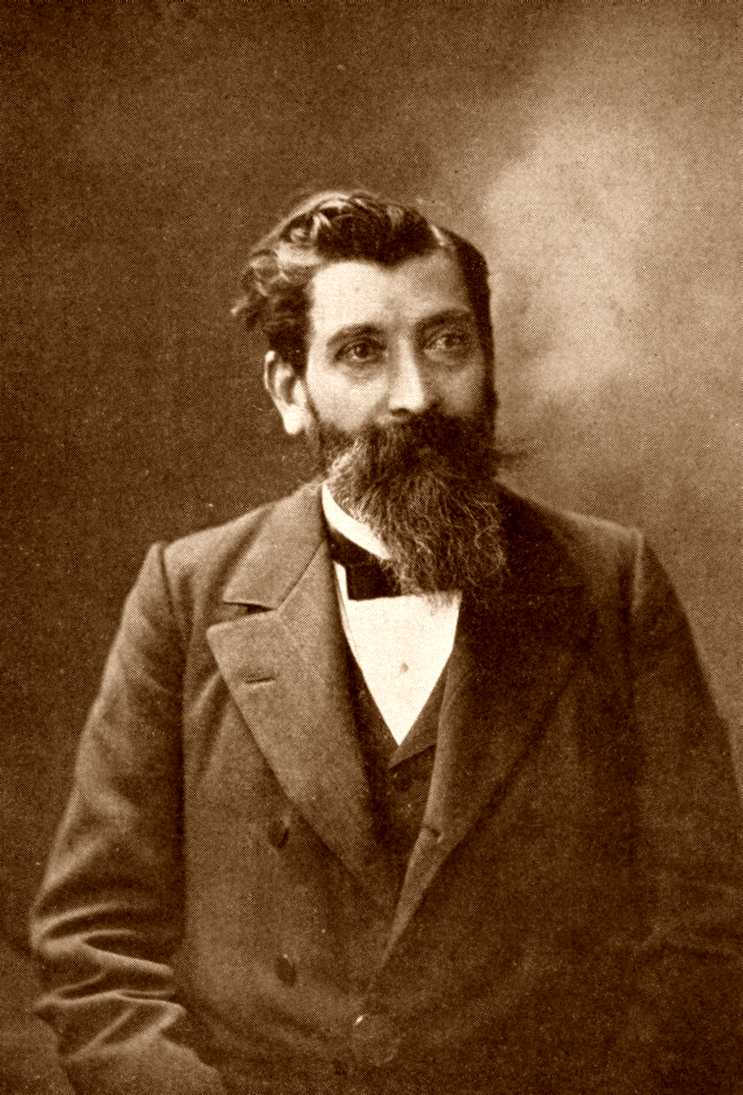
Paul Brousse, Begründer der Propaganda der Tat

Als einer der ersten formulierte der italienische Revolutionär Carlo Pisacane die Idee, die später als Propaganda der Tat bekannt wurde. In seinem Politischen Testament schrieb er 1857, dass Ideen aus Taten entspringen und nicht umgekehrt. Später bemerkte Michail Bakunin in seinen Briefen an einen Franzosen zur aktuellen Krise von 1870: „Wir müssen unsere Prinzipien nicht mit Worten, sondern mit Taten verbreiten, denn dies ist die populärste, stärkste und unwiderstehlichste Form der Propaganda.“ Bei den italienischen Anarchisten wuchs Mitte der 1870er Jahre die Überzeugung, dass sie selber in den Gang der Ereignisse eingreifen müssten, um das Herannahen der Revolution zu beschleunigen und der Revolution den Stempel ihrer Ideen aufzudrücken. Dies sollte durch kleine Aufstände und insurrektionelle Versuche erreicht werden, was später als Insurrektionalismus bezeichnet wurde.
Das Konzept und der Ausdruck „Propaganda der Tat“ stammen vom französischen Anarchisten und späteren Possibilisten Paul Brousse. Das Konzept fand durch einen Zeitungsartikel gleichen Namens vom August 1877 große Beachtung und Verbreitung in anarchistischen Kreisen. Als Beispiele für die Propaganda der Tat nannte Brousse die Pariser Kommune, den Matese-Aufstand in Italien und eine Arbeiterdemonstration in Bern am 18. März 1877, bei der man erstmals eine rote Fahne benutzte. Neben der bisherigen theoretischen Propagierung anarchistischer Ideen forderte er auch eine Propaganda der Tat, mit der man den Menschen in der Praxis klarmachen sollte, was man erreichen will.
Auf dem Kongress der Juraföderation in La Chaux-de-Fonds wurde im gleichen Monat auf Initiative von Brousse eine Resolution zur Propaganda der Tat gutgeheißen:

„In Erwägung, daß die Propagandamittel mit dem Milieu, in dem sich die Sektionen bewegen, wechseln und das im Programm verkündete Prinzip der Autonomie respektierend, überläßt der Kongreß jeder Gruppe die Wahl des ihr passenden Propagandamittels. Er empfiehlt aber der Aufmerksamkeit der Sektionen die folgenden Mittel: Für die Städte tätige Propaganda durch das Buch, die Zeitung, die Broschüre; für das Land der Eintritt ergebener Sozialisten in Wanderberufe; für überall, sobald die Stärke der Organisation es ermöglicht, die Propaganda durch die Tat.“

### Verschiedene Definitionen der „Propaganda der Tat“
Mit dem Jahr 1881 wurde auch die Gewalt als Mittel der Propaganda gesehen. Le Révolté schrieb am 5. März 1881 dazu:

„Wenn du glücklich sein willst, handle gegen jeden und alle wie du wünschest, daß man gegen dich selbst handle - dies kann aber nicht durchgeführt werden, solange Ausbeutung und Unterdrückung, Heuchelei und Sophismen die Grundlage unserer sozialen Organisation bilden. […] Solange wir eine Kaste von Müßiggängern besitzen, von unserer Arbeit ausgehalten unter dem Vorwand, daß sie nötig sind um uns zu dirigieren, werden diese Müßiggänger stets eine Pesthöhle für die öffentliche Moral bilden. […] Das ist unvermeidlich und die Schriften der Moralisten werden daran nichts ändern. Wir haben die Pest im Haus, wir müssen ihre Ursache zerstören und wenn es mit Feuer und Eisen geschehen muß, wir dürfen nicht zögern. Es handelt sich um das Heil der Menschheit.“

Ab den 80er Jahren des 19. Jahrhunderts wurde die Redewendung „Propaganda der Tat“ innerhalb und auch außerhalb der anarchistischen Bewegung verwandt, um einzelne Bombenanschläge und Attentate auf Staatsoberhäupter oder auf Tyrannen zu bezeichnen. Jedoch distanzierten sich schon ab 1887 wichtige Persönlichkeiten der anarchistischen Bewegung von solchen individuellen Taten. Peter Kropotkin schrieb z. B. in jenem Jahr in Le Révolté:

„Es ist eine Illusion zu glauben, dass einige Kilo Dynamit genug sein werden, um gegen eine Koalition von Ausbeutern zu gewinnen.“

Eine ganze Reihe von Anarchisten sprach sich für die Abkehr von dieser Art von Taktiken zugunsten einer gemeinsamen revolutionären Aktion aus, z. B. durch die Gewerkschaftsbewegung. Der Anarchosyndikalist Fernand Pelloutier setzte sich 1895 für die erneute anarchistische Teilnahme in der Arbeiterbewegung auf der Grundlage ein, dass der Anarchismus ganz gut ohne „den individuellen Bombenleger“ auskommt.
Einige Anarchisten wie z. B. Johann Most setzten sich für die Veröffentlichung über Gewalttaten als Vergeltung gegen Konterrevolutionäre ein, denn „wir predigen nicht nur Taten an und für sich, sondern auch als Propaganda.“ Most übte früh Einfluss auf die amerikanischen Anarchisten Emma Goldman und Alexander Berkman aus.
Zu den Theoretikern, die die Propaganda der Tat befürworteten, gehörten die italienischen Anarchisten Luigi Galleani und Errico Malatesta. Malatesta beschrieb die Propaganda der Tat als gewalttätige gemeinschaftliche Aufstände, die dazu gedacht waren, die nahe bevorstehende Revolution auszulösen.
Für den deutschen Anarchisten Gustav Landauer bedeutete die Propaganda der Tat die Schaffung libertärer sozialer Gebilde und Gemeinschaften ohne jeglichen Einsatz von Gewalt, die als Beispiel für andere zur Wandlung der Gesellschaft dienten. In Schwache Staatsmänner, schwächeres Volk! schrieb er, dass der Staat nicht etwas sei, das man einschlagen oder zerstören könne. „Der Staat ist ein Verhältnis, […] ist eine Art, wie die Menschen sich zueinander verhalten; und man zerstört ihn, indem man andere Beziehungen eingeht, indem man sich anders zueinander verhält.“
Die Propaganda der Tat schloss somit den Diebstahl, insbesondere Banküberfälle, die man „Enteignungen“ nannte, sowie Unruhen und Generalstreiks mit ein. Damit sollten die Voraussetzungen für einen Aufstand oder sogar eine Revolution geschaffen werden. Daher wurde die Propaganda der Tat als ein gültiges Mittel und Gegengewicht zur staatlichen Repression im Klassenkampf gerechtfertigt. Die Reaktion des Staates beinhaltete in der Regel ein hartes Durchgreifen gegenüber der ganzen Arbeiterbewegung.
Das Konzept der direkten Aktion selbst blieb im Zentrum der sozialistischen libertären Bewegung, insbesondere in der anarchosyndikalistischen Bewegung durch die Vorstellung des „revolutionären Streiks“, inspiriert von den „Überlegungen zur Gewalt“ des französischen Theoretikers Georges Sorel (1908).

## Anarchistische Attentate

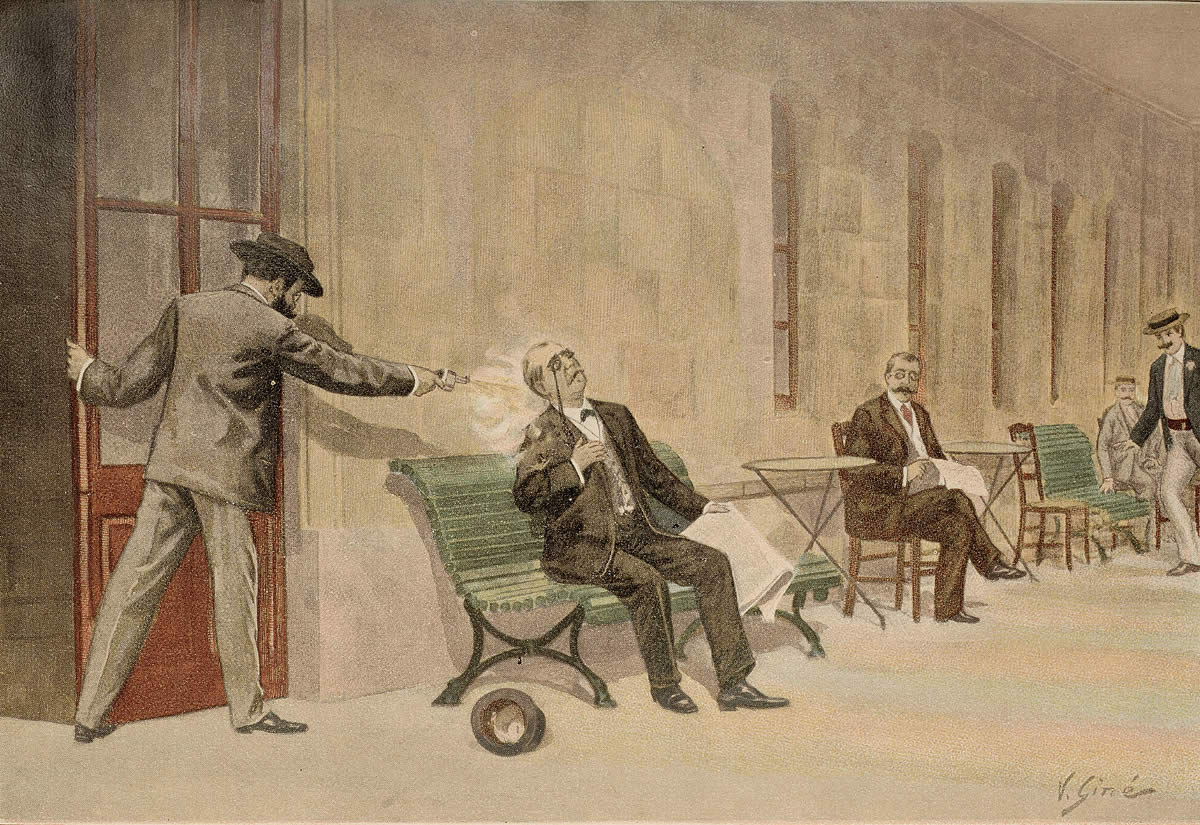
Attentat von Michele Angiolillo auf den spanischen Premierminister Antonio Cánovas del Castillo am 8. August 1897

Auf zahlreiche Staatsoberhäupter wurden zwischen 1878 und 1926 durch Mitglieder der anarchistischen Bewegung Attentate verübt. Königsmorde wurden von Sympathisanten als Sieg des Volkes über konterrevolutionäre Kräfte gefeiert.
Die Uneinigkeit der französischen sozialistischen Bewegung, die in viele Gruppen aufgeteilt war, und die Hinrichtung und die Verbannung vieler Kommunarden in Strafkolonien im Zuge der Niederschlagung der Pariser Kommune begünstigten Einzelaktionen, was beispielsweise in Frankreich zur Ère des attentats (dt.: Ära der Attentate) zwischen 1892 und 1894 führte.
Der Attentäter des US-Präsidenten William McKinley, Leon Czolgosz, behauptete, von der Anarchistin und Feministin Emma Goldman beeinflusst worden zu sein, obwohl Goldman jede Verbindung mit ihm abstritt und er Mitglied der Republikaner war und nie zu einer anarchistischen Vereinigung gehörte.
Aufgrund der Vielzahl von meist anarchistischen Mordanschlägen in dieser Zeit, vielfach mit Bomben, blieb das Bild des gewalttätigen, Bomben werfenden Anarchisten in der Vorstellung der meisten Menschen bis heute erhalten. Diese Vorstellung wurde beispielsweise durch Vorfälle wie den Haymarket Riot 1886 unterstützt, bei dem Anarchisten vorgeworfen wurde, mit einer Bombe nach Polizisten geworfen zu haben, die eine öffentliche Versammlung in Chicago auflösen wollten.

### Liste anarchistischer Attentate
- 17. November 1878: Auf Italiens König Umberto I. wird vom Koch Giovanni Passannante in Neapel ein Attentat verübt. Der Herrscher erleidet leichte Verletzungen.
- 28. September 1883: Anschlag von August Reinsdorf und Emil Küchler auf Kaiser Wilhelm I. scheitert.
- März 1892: Ein Toter und mehrere Verletzte sind bei vier Bombenanschlägen in Paris zu beklagen. Die Anschläge geschehen als Vergeltung für den Einsatz von Maschinengewehren gegen eine Demonstration, bei der 14 Demonstranten sterben. Zwei der Anschläge gehen auf das Konto von Ravachol und sind gegen den Vorsitzenden des zuständigen Geschworenengerichts und den Staatsanwalt gerichtet.
- 23. Juli 1892: Alexander Berkman versucht erfolglos, den amerikanischen Industriellen Henry Clay Frick zu töten. Der Tat voraus geht ein Streik von Stahlarbeitern in Fricks Fabrik, bei dem mehrere Arbeiter getötet werden.
- 24. Juni 1894: Der italienische Anarchist Sante Geronimo Caserio ersticht den französischen Präsidenten Sadi Carnot als Rache für den Tod von Auguste Vaillant und Émile Henry. Caserio wird zum Tode verurteilt und am 15. August d. J. auf der Guillotine hingerichtet.
- 8. August 1897: Michele Angiolillo ermordet den spanischen Premierminister Antonio Cánovas del Castillo, eine Schlüsselfigur beim Sturz der Ersten Spanischen Republik, die dem Haus der Bourbonen zur Rückkehr auf den Thron verhalf.
- 10. September 1898: Luigi Lucheni ersticht Elisabeth von Österreich-Ungarn (Sissi), Gemahlin des Kaisers Franz Joseph von Österreich, am Genfersee.
- 29. Juli 1900: Gaetano Bresci erschießt Umberto I. von Italien als Rache für das Bava-Beccaris Massaker in Mailand.
- 6. September 1901: Leon Czolgosz erschießt den US-Präsidenten William McKinley. Er wird zum Tode verurteilt und auf dem elektrischen Stuhl hingerichtet.
- 31. Mai 1906: Der katalanische Anarchist Mateu Morral versucht, den spanischen König Alfons XIII. und Victoria Eugénie von Battenberg nach ihrer Trauung zu töten.
- 12. November 1912: Der Anarchist Manuel Pardiñas tötet den spanischen Premierminister José Canalejas in Madrid.
- 18. März 1913: Alexander Schinas ermordet König Georg I. von Griechenland.
- 8. März 1921: Drei Anarchisten erschießen den konservativen Politiker Eduardo Dato von einem Motorrad aus an der Puerta de Alcalá in Madrid.
- 25. Mai 1926: Scholom Schwartzbard ermordet Symon Petljura, Kopf der ukrainischen Exilregierung Ukrainische Volksrepublik in Paris. Nach einem achttägigen Verfahren wird er freigesprochen, weil die Jury Schwartzbards Anliegen für gerecht hält. Seine Verteidigung fußte darauf, dass er den Tod der Opfer von Pogromen habe rächen wollen, die von Petljura organisiert worden waren.

## Illegalismus

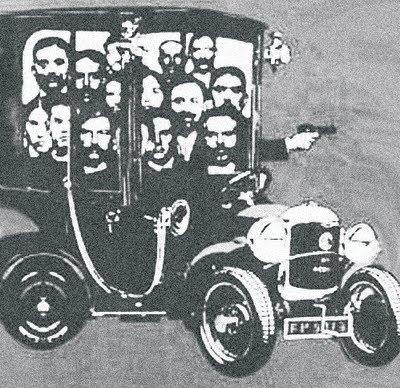
Die illegalistische Bonnot-Bande verübte in den Jahren 1911 und 1912 mehrere Raubüberfälle

Die Propaganda der Tat ist auch mit dem „Illegalismus“ verwandt, einer anarchistischen Philosophie, die hauptsächlich in Frankreich, Italien, Belgien und in der Schweiz des frühen 20. Jahrhunderts als extreme praktische Umsetzung anarchistischer Individualität entstand. Die Illegalisten verfolgten offen die Kriminalität als Lebensstil. Unter Einfluss des Theoretikers Max Stirner und seiner Vorstellung des „Egoismus“ brachen die Illegalisten mit Anarchisten wie Clément Duval und Marius Jacob, die den Diebstahl mit der Theorie der „individuellen Wiederaneignung“ rechtfertigten.
Die Illegalisten vertraten die Ansicht, dass ihre Aktionen keiner moralischen Grundlage bedurften – illegale Taten wurden nicht im Namen eines höheren Ideales, sondern in der Verfolgung eigener Wünsche durchgeführt. Die französische Bonnot-Bande war die bekannteste Gruppe, die den Illegalismus ausübte.
Im Jahre 1886 schuf der Anarchist Clément Duval eine Art der Propaganda der Tat, indem er 15.000 Francs aus der Villa eines Angehörigen der Pariser Schickeria stahl, ehe er das Haus versehentlich in Brand setzte. Er wurde zwei Wochen später gefasst und zum Tode verurteilt, wobei er, als man ihn aus dem Gerichtssaal schleifte, rief: „Lang lebe die Anarchie!“ Das Urteil wurde später in Arbeitslager auf der Teufelsinsel in Französisch-Guayana umgewandelt. In der anarchistischen Zeitung „Révolte“ machte Duval die bekannte Aussage: „Diebstahl besteht nur durch die Ausbeutung des Menschen […] wenn die Gesellschaft dir das Existenzrecht abspricht, muss du es dir nehmen […] der Polizist verhaftete mich im Namen des Gesetzes, ich schlug ihn im Namen der Freiheit“.

## Neue Formen der Propaganda der Tat
Die große Mehrheit der Anarchisten nahm Anfang des 20. Jahrhunderts Abstand von gewaltsamen Formen der Propaganda der Tat. Hierfür gab es verschiedene Gründe, aber zu den wichtigsten Faktoren zählt der Organisationsgrad der Arbeiterbewegung, insbesondere die neue Bedeutung des Anarchosyndikalismus. Trotzdem blieb die Vorstellung der Propaganda der Tat in anarchistischen Kreisen populär und sie hatte Einfluss auf verschiedene soziale und kulturelle Bewegungen des 20. Jahrhunderts, einschließlich der Untergrundkultur.
Die Vorstellung der Situationisten in den 1950er Jahren, „Situationen“ zu schaffen, hatte Parallelen zur Propaganda der Tat. Die Bewegung der Autonomen und die Stadtguerillas in verschiedenen Ländern übernahmen das Konzept in den 1970ern. In dieser Zeit werden auch Ideen des Culture Jamming, der Spaßguerilla, der Guerilla-Kommunikation und andere Arten gewaltfreier und manchmal gleichzeitig künstlerischer und politischer Aktionen als neue Formen „direkter Aktion“ populär. Das Lebende Theater der 1970er Jahre verband z. B. direkte Aktionen mit künstlerischen Absichten, wie auch schon davor André Breton und die Bewegung der Surrealisten.
Aufruhr und Rebellion bei der Schaffung von Voraussetzungen für einen Umsturz sind nach wie vor von großer Bedeutung in der Bewegung des Anarcho-Syndikalismus, der Autonomen und den heutigen medienbewussten Schwarzen Blöcken in der Anti-Globalisierungsbewegung. In den ersten Jahren des 21. Jahrhunderts führte eine schwedische Gruppe mit dem Namen Unsichtbare Partei verschiedene direkte Aktionen durch, die mit der Tradition der Propaganda der Tat in Beziehung stehen.
Die Vorstellung der Propaganda der Tat erhielt in den 1970er und 1980er Jahren erneute Aufmerksamkeit, insbesondere unter der Stadtguerilla und den italienischen Autonomen, die großen Anteil in der Bildung der Hausbesetzer- und Sozialzentrumsbewegung hatten.
Da einige der radikalsten Autonomen oder andere linksextreme Aktivisten nicht nur direkte Aktion (Diebstahl, Hausbesetzung, Banküberfälle – Enteignungen genannt – etc.) praktizierten, sondern auch Mord- und Bombenanschläge verübten, wurde „Propaganda der Tat“ wieder synonym mit Terrorismus. So entführte und ermordete z. B. die RAF den Präsidenten des Deutschen Arbeitgeberverbandes Hanns Martin Schleyer (bis 1945 hochrangiges Mitglied der SS), und sie nahmen NATO-Zentren ins Visier.
Terrororganisationen, die in entwickelten Ländern in den 1970er Jahren auftauchten, wie z. B. die Roten Brigaden in Italien, die RAF in der Bundesrepublik oder die weniger bedeutende Action Directe in Frankreich, waren Teil größerer sozialer Bewegungen. Auch wenn sie sich nicht als Anarchisten bezeichneten, verfolgten sie doch das Prinzip der Propaganda der Tat.